# The Rolling Stones, Now!
| Оценки критиков | Оценки критиков |
| Источник        | Оценка          |
| --------------- | --------------- |
| Allmusic        | [ 1 ]           |

The Rolling Stones, Now! — третий американский студийный альбом британской рок-группы The Rolling Stones, выпущенный в 1965 году. Релиз состоялся только в США.

## Список композиций
| №  | Название                           | Длительность |
| -- | ---------------------------------- | ------------ |
| 1. | «Everybody Needs Somebody to Love» | 3:00         |
| 2. | «Down Home Girl»                   | 4:13         |
| 3. | «You Can't Catch Me»               | 3:40         |
| 4. | «Heart of Stone»                   | 2:49         |
| 5. | «What a Shame»                     | 3:06         |
| 6. | «Mona (I Need You Baby)»           | 3:35         |

| №   | Название                              | Длительность |
| --- | ------------------------------------- | ------------ |
| 7.  | «Down the Road Apiece»                | 2:56         |
| 8.  | «Off the Hook»                        | 2:36         |
| 9.  | «Pain in My Heart»                    | 2:12         |
| 10. | «Oh Baby (We Got a Good Thing Goin')» | 2:06         |
| 11. | «Little Red Rooster»                  | 3:04         |
| 12. | «Surprise, Surprise»                  | 2:29         |

## В записи участвовали
The Rolling Stones
- Мик Джаггер – вокал, губная гармоника и перкуссия
- Кейт Ричардс – гитара и бэк-вокал
- Брайан Джонс – гитара , губная гармоника и бэк-вокал
- Чарли Уоттс – ударные
- Билл Уаймэн – бас-гитара и бэк-вокал

Приглашенные музыканты
- Иэн Стюарт – фортепиано
- Джек Ницше – фортепиано, звуковые эффекты, бубен

## Чарты

### Альбом
| Год  | Чарт          | Позиция |
| ---- | ------------- | ------- |
| 1965 | Billboard 200 | 5       |

### Синглы
| Год  | Сингл            | Чарт                  | Позиция |
| ---- | ---------------- | --------------------- | ------- |
| 1965 | "Heart of Stone" | The Billboard Hot 100 | 19      |

## Сертификации
| Страна | Организация | Сертификат |
| ------ | ----------- | ---------- |
| США    | RIAA        | Золотой    |